# Code for Kanazawa
Code for Kanazawa（コード・フォー・カナザワ、CfK）は、IT技術を活用した地域課題の解決をめざす市民団体（一般社団法人）。金沢市昭和町12-6に事務局を置いており、石川県全域を活動範囲としている。合言葉は「コードで世界をHappyに」。

## 概要
Code for Kanazawaは米国のCode for Americaに触発されて2012年夏に活動を開始し、2013年5月7日に任意団体として設立された。
日本で初のシビックテック団体である。
2013年9月に開発したゴミ収集に関するアプリ5374.jp(ごみなし.jp)は、ごみの出し方がわからないという市民の声を元に市民とエンジニアがともに検討しごみの収集日をお知らせするWebアプリとして作成された。アプリのソースコードはオープンソースとて公開され日本全国のシビックテックコミュニティーがこれを利用して全国各地域の5374.jpアプリを作成した。全国110都市以上に広がった。
経済産業省主催のオープンデータビジネスコンペティション最優秀賞、社会基盤情報流通推進協議会主催のアーバンデータチャレンジソリューション部門賞など、5374は数々の賞を受賞しており、団体としてもその他の各種表彰制度で受賞を重ねている。
2014年2月28日には一般社団法人に移行した。

## 公式サイト
- コード・フォー・カナザワ
- Code for Kanazawa (CodeForKanazawa) - Facebook